# Sofia Ashraf
Sofia Ashraf, née en 1987 à Chennai en Inde, est une rappeuse et chanteuse indienne, activiste écologiste.
Ses chansons mettent en lumière les négligences des sociétés internationales installées en Inde qui n’y respectent pas les normes environnementales imposées en occident, et qui refusent de remettre en état les sites industriels qu’elles ont contaminés. En 2008, elle compose la chanson Don't Work for Dow (Ne travaille pas pour Dow), une critique de la multinationale américaine de la chimie Dow Chemical, qui refusait d'indemniser les victimes de la catastrophe de Bhopal de 1984 en Inde. En 2015, elle sort Kodaikanal Won't, une vidéo musicale où elle dénonce la pollution au mercure de la ville de Kodaikanal par les rejets d'une usine de thermomètres appartenant à Hindustan Unilever, filiale de la multinationale Unilever.
En juin 2016, elle publie Dow vs Bhopal: Toxique Rap Battle (« Dow versus Bhopal : une battle de rap toxique »).

## Biographie

### Jeunesses et formation
Sofia Ashraf est née en 1987 et a grandi dans un foyer musulman orthodoxe à Chennai dans la province de Tamil Nadu. Elle fait partie d'un groupe de jeunes musulmans de Chennai et étudie l'histoire de l'islam et la philosophie. Puis elle étudie le design graphique au Stella Maris College de Chennai, où elle a l'habitude de participer à des activités parascolaires. Elle commence à rapper sur scène lors d'un festival de son collège, où, vêtue d’un hijab, elle chante un rap dans lequel elle interroge les personnes sur leur ressenti à l'égard des Musulmans après les attentats du 11 septembre. La presse parle alors d'elle comme « La rappeuse en burqa ». Elle se présente aujourd’hui comme une athée et montre plusieurs tatouages.

### Carrière
Avant 2015, elle travaille comme superviseur créatif à l'agence Ogilvy & Mather, une multinationale de la publicité qui compte Unilever parmi ses clients. Elle quitte la firme en 2015, quelques mois avant de produire le single Kodaikanal Won’t. Le président exécutif de O&M, Piyush Pandey, l'invite à poursuivre dans l'entreprise, mais elle décide de changer de carrière.
En 2008, elle chante Ne travaille pas pour Do tout en portant un hijab, chanson qui dénonce la réponse de la société chimiste Dow à la catastrophe de Bhopal de 1984.
En juillet 2015, elle sort le single Kodaikanal Won’t pour protester contre la pollution de la rivière à Kodaikanal. Dans la chanson, elle demande à Unilever d’aider les ex-travailleurs de Kodaikanal, dont la rivière a été contaminée 14 ans auparavant par le mercure d'un thermomètre de l'usine détenue par Unilever jeté dans la nature. Sofia Ashraf publie une vidéo de la chanson sur YouTube pour une campagne contre l'empoisonnement au mercure. Elle utilise le rythme la chanson Anaconda de Nicki Minaj comme base musicale pour Kodaikanal Won’t. En 2015, elle collabore avec la chanteuse Maalavika Manoj and Sapta sur la chanson Deen, écrite par Sofia Ashraf pour lutter contre la police morale et insister sur le fait que la foi religieuse doit être un choix et non pas une obligation.
Sofia Ashraf enregistre une chanson pour les films Jusqu'à mon dernier souffle de Yash Chopra et Maryan (film) (en) de Bharat Bala (en), pour le chef d’orchestre Allah Rakha Rahman, ainsi que pour Santhosh Kumar dans son film Inimey Ippadithan.